# Mayyanad
Mayyanad es una ciudad censal situada en el distrito de Kollam en el estado de Kerala (India). Su población es de 40039 habitantes (2011). Se encuentra a 7 km de Kollam y a 58 km de Trivandrum.

## Demografía
Según el censo de 2011 la población de Mayyanad era de 40039 habitantes, de los cuales 18901 eran hombres y 21138 eran mujeres. Mayyanad tiene una tasa media de alfabetización del 95,15%, superior a la media estatal del 94%: la alfabetización masculina es del 96,11%, y la alfabetización femenina del 94,30%.